# L'eredità dei Gardella
L'eredità dei Gardella (The Gardella Vampire Chronicles) è una serie fantasy, scritta dalla scrittrice statunitense Colleen Gleason, e narra le vicende di Victoria Gardella Grantworth, una cacciatrice di vampiri nella Londra degli inizi dell'Ottocento.

## I libri
- Cacciatori di vampiri (The Rest Falls Away).

Pubblicato in inglese il 2 gennaio 2007, in italiano l'8 novembre 2007.
- La condanna del vampiro (Rises the Night).

Pubblicato in inglese il 2 giugno 2007, in italiano il 19 marzo 2009.
- La rivolta dei vampiri (The Bleeding Dusk).

Pubblicato in inglese il 5 febbraio 2008, in italiano il 30 luglio 2009.
- Il crepuscolo dei vampiri (When Twilight Burns).

Pubblicato in inglese il 5 agosto 2008, in italiano l'8 ottobre 2009.
- Il bacio del vampiro (As Shadows Fade).

Pubblicato in inglese a marzo 2009, in italiano il 25 febbraio 2010.

## Personaggi
Victoria Anastasia Gardella  Grantworth
La protagonista, è una ragazza di vent'anni coraggiosa e forte; conosce l'inglese, l'italiano e il latino. Ha lunghi capelli neri ricci, occhi nocciola con sfumature verdi leggermente a mandorla e pelle bianca e morbida. Vive con la madre Melisande, detta Melly, mentre suo padre è morto da un anno. Quando accetta l'eredità dei Gardella e diventa una cacciatrice, riceve la vis bulla, una piccola croce d'argento che dona forza e che porta all'ombelico. Lavora con Max, ma nel suo compito è aiutata anche dalla sua cameriera Verbena, che la veste e le acconcia i capelli in modo che possa nascondervi i paletti e tutti gli oggetti necessari ad affrontare i vampiri. Sposa Phillip, ma, quando viene trasformato in un vampiro, lo uccide; comincia poi una relazione saltuaria con Sebastian e, alla morte della prozia Eustacia, diventa il membro più importante del Consilium, l'istituzione che raduna tutti i Cacciatori, ottenendo il titolo Illa Gardella, che fu precedentemente di Eustacia. Alla fine, comincia una relazione con Max e resta incinta.
Eustacia Alexandria Gardella
Un'anziana signora di ottantuno anni, è la zia di Melisande ed è arrivata dall'Italia quattro anni prima. Quando era giovane è stata una Cacciatrice di vampiri, ma ora ha passato il testimone a Victoria perché fa fatica a combattere, anche a causa dell'artrite. Pur essendo molto vecchia, ha i capelli neri con sfumature blu e gli occhi neri. Viene uccisa da Max su ordine di Nedas.
Maximilian "Max" Pesaro
Abile Cacciatore di vampiri, ha 33 anni, non fa parte della famiglia Gardella ed è nato e cresciuto a Roma. È molto alto, ha i capelli neri, la pelle olivastra, gli zigomi alti, il naso lungo e diritto e un viso levigato e tagliente che incute timore. Non va d'accordo con Sebastian perché quest'ultimo ha rinnegato la sua natura di Cacciatore per tanti anni. Freddo, scontroso, arrogante e scortese, vuole molto bene a Eustacia e all'inizio non reputa Victoria adatta per essere una Cacciatrice. Davanti a tutti, finge di essere il cugino di Victoria. Ha perso il padre e la sorella gemella Giulia, consegnati da lui stesso ai vampiri quando era un membro del Tutela perché voleva farli trasformare e salvare dalla morte; è stato però ingannato e per questo nutre un odio profondo verso i non morti. È stato morso numerose volte da Lilith, che può così controllarlo; dopo la morte di Phillip, parte per l'Italia, dove si fidanza con Sarafina Regalado e tronca i legami con Eustacia, tornando nel Tutela, del quale faceva parte prima di diventare un Cacciatore. Dopo essere stato costretto da Nedas a uccidere Eustacia, rinuncia alla sua vis bulla, consegnandola a Victoria, e si reca da Lilith. La regina dei vampiri gli dona un unguento che, se applicato, lo libererà dal suo controllo, lo priverà dei poteri di Cacciatore e lo priverà dei ricordi sui vampiri, facendolo tornare un mortale come gli altri. Per poter sconfiggere il demone Akvan, Max usa l'unguento, ma grazie a Wayren recupera tutti i suoi ricordi; in seguito, torna un Cacciatore e comincia una relazione con Victoria.
Kritanu
L'addestratore di Victoria e un tempo di Eustacia, è un uomo vigoroso e muscoloso di 73 anni proveniente da Calcutta. Ha capelli neri e occhi scuri, ed è l'amante di Eustacia.
Wayren
Una donna più giovane di Eustacia, ma più vecchia di Max, è alta e slanciata. Ha sottili capelli biondo chiaro lunghi fino alla vita e occhi grigio-blu; conosce molto bene le antiche culture, le leggende e i miti. Conosce Eustacia da sessanta anni e possiede capacità di divinazione. È un angelo.
Sebastian Vioget
Il proprietario del locale Silver Chalice, è un uomo molto affascinante che corteggia Victoria. Ha la pelle abbronzata, capelli castano dorato con punte bionde e occhi color dell'ambra; parla con accento parigino. Ha perso il padre a causa dei vampiri ed è il pronipote del potente vampiro Beauregard. In realtà, è anche un Cacciatore di vampiri, ma è molto leale nei confronti delle persone che ama, come Beauregard, che l'ha cresciuto. Non esita, però, a uccidere l'antenato quando cerca di trasformare Victoria in vampiro e, dopo averlo fatto, decide di seguire la sua vocazione di Cacciatore. Amava la sorella di Max, Giulia, ma fu trasformata in un vampiro e lui dovette ucciderla: per questo odia Max. Nell'ultimo libro, si offre a Lilith per l'eternità in cambio della liberazione di Max, con il quale appiana le divergenze, venendo poco dopo trasformato in un vampiro. Alla fine, parte per l'America.
Lilith l'Oscura
La regina dei vampiri, è la figlia di Giuda Iscariota. Ha occhi a mandorla profondi, blu e rossi, e lunghi capelli mossi color rame. È alta come un uomo, ha una figura sottile e la pelle pallida. Il suo aspetto è quello di una donna di 30 anni e sul viso ha cinque marchi che formano una mezzaluna dallo zigomo fino al mento. Profuma di rose. Il suo obiettivo più grande è vendicare il padre, considerato un traditore dai cristiani; vuole avere Max come concubino. Cerca il Libro di Antwartha, un manufatto che contiene potenti incantesimi che si servono del potere del male e permettono di risvegliare i demoni. Quando il libro finisce nelle mani di Victoria, rapisce Phillip e lo trasforma in un vampiro, proponendo alla ragazza uno scambio: Phillip tornerà umano, Victoria tornerà una ragazza normale e i due avranno protezione dai vampiri in eterno in cambio del libro. Victoria finge di accettare, ma distrugge il libro esponendolo alla luce del sole. Lilith torna così nel suo rifugio in Romania, sui monti Făgăraș. Viene uccisa da Victoria con un paletto di frassino bianco vergine appena tagliato.
Phillip de Lacy
Il marchese di Rockley, ha 24 anni, è alto, ha folti capelli castani con sfumature dorate e occhi blu. Ha incontrato Victoria per la prima volta a Prewitt Shore quando lei aveva 12 anni e lui 16, e da quel momento non l'ha più dimenticata, innamorandosi di lei. Quando chiede alla ragazza di sposarlo, lei accetta; poco dopo, scopre il segreto della moglie e viene rapito da alcuni vampiri: Lilith lo trasforma in un non morto per ricattare Victoria, che è costretta a ucciderlo.
Nedas
Il figlio di Lilith, è a capo del Tutela, una società segreta di Roma che protegge i vampiri, fornisce loro umani di cui cibarsi e ambisce alla vita immortale. Ha corti e lucenti capelli neri, pelle scura e olivastra, occhi blu cerchiati di rosso e l'aspetto di un venticinquenne. Riesce a impossessarsi dell'Obelisco di Akvan, un obelisco di ossidiana che fornisce a un vampiro o a un demone il potere di chiamare e controllare le anime dei morti, ma viene ucciso da Victoria mentre lo sta attivando.
Beauregard
Un vampiro Guardiano molto più vecchio e potente di Nedas, è suo rivale e un antenato di Sebastian. È sui cinquanta anni e ha i capelli biondi. Viene ucciso da Sebastian quando cerca di trasformare Victoria in vampiro.
Gwendolyn Starcasset
Una ragazza circa dell'età di Victoria, è più fine e piccola. Ha i capelli color miele, gli occhi dorati, le lentiggini su tutto il corpo e un fratello maggiore di nome George. Si fidanza con il conte di Brodebaugh, di vent'anni più vecchio. Come il fratello, è un membro del Tutela, l'organizzazione romana che protegge i vampiri. Amava Phillip e odia Victoria per averglielo portato via; dopo aver incontrato Malachai, il vampiro che si è fatto spacciare per il nuovo marchese di Rockley, ed essersene innamorata, si è fatta trasformare in vampiro quando George è tornato dall'Italia. Viene uccisa da Victoria.

## Mitologia
I vampiri sono guidati da Lilith l'Oscura e, quando attaccano le loro vittime, incidono tre X sul petto, generando così la credenza che si nutrano da lì. Mentre normalmente hanno l'aspetto di esseri umani ordinari, quando stanno per nutrirsi il loro volto si trasfigura: gli occhi diventano rossi e i canini crescono fino a trasformarsi in zanne. Si diventa un vampiro tramite lo scambio di sangue, ma la vis bulla rende più difficile la trasformazione in vampiro. Sono molto forti e veloci, hanno un'ottima vista notturna, possono ipnotizzare gli umani e, per poter entrare in una casa, devono essere invitati dal proprietario. I Cacciatori di vampiri possono avvertire quando un non morto è nelle vicinanze grazie ai brividi sempre più intensi sulla nuca, ma con una speciale pozione creata con il rarissimo fiore Amorphophallus pusillum possono impedire di essere identificati e uscire alla luce del sole. Anche se raro, un vampiro può avere figli. Soffrono l'aglio, il legno, il crocifisso, l'argento e l'acqua santa. Non possono camminare su suolo consacrato e, se si espongono alla luce del sole, bruciano: alcuni vampiri potenti, però, possono andare in giro di giorno, ma soltanto se si coprono e restano all'ombra, altrimenti bruciano come qualsiasi altro vampiro. Un vampiro può essere distrutto conficcando un paletto di legno nel suo cuore o mozzandogli la testa: dopo essere stato ucciso, il corpo del non morto si sgretola, insieme ai vestiti e a qualsiasi cosa abbia con sé, tranne gli oggetti in rame.
Oltre ai vampiri comuni, ci sono altri due tipi di vampiri:
- Vampiri Guardiani: spietati e molto fedeli a Lilith, sono la sua guardia personale, che la vampira ha trasformato personalmente[78]. A differenza degli altri vampiri, le loro zanne iniettano un veleno che può uccidere chiunque dopo una lenta agonia. Per rallentarne gli effetti, si può applicare acqua santa e sale[79], procedendo poi con un unguento speciale che distrugge il veleno[80]. I loro occhi non sono rossi, ma rosa scuro[78]. I cinque Guardiani più fedeli a Lilith possiedono un anello di rame[77].
- Vampiri Imperiali: i più anziani tra tutti i vampiri, sono sulla Terra da millenni e sono ancora più vicini a Lilith dei Guardiani[81]. Portano sempre con loro una spada e sono in grado di volare. Temibili e rari, i loro occhi non sono rossi, ma porpora scuro[80]. Riescono a sottrarre l'energia vitale anche solo con gli occhi[81] e possono volare mentre combattono; alcuni sono in grado di cambiare forma[82]. Se arrabbiati, non esitano a nutrirsi dei loro simili[83].

I demoni sono angeli caduti e il più potente di loro è Lucifero. Sono ancora più antichi dei vampiri, visto che risalgono all'alba dei tempi, e si scontrano con i non morti, dei quali sono nemici, per ottenere il favore di Lucifero e l'eredità dell'inferno. Hanno odore muschiato e non possono essere percepiti dai Cacciatori di vampiri; il loro aspetto è come quello umano, ma hanno gli occhi rossi e per essere uccisi devono essere decapitati: una volta morti, il loro corpo avvizzisce. Molti possono cambiare forma.

## Edizioni
- Colleen Gleason, I cacciatori di vampiri - La saga completa dei Gardella, Newton & Compton Editori, 2012, ISBN 978-88-541-3706-6.